# 卡斯佩森 (明尼蘇達州)
卡斯佩森（英語：Casperson）是位於美國明尼蘇達州羅索縣的一個非建制地區。

## 歷史
卡斯佩森的郵局於1903年成立，其後於1917年停運。此地得名自當地一對定居者兄弟。

## 地理
卡斯佩森所處的海拔為高於海平面354米（即1161英呎），而該地所採用的時區為UTC-6，即北美中部時區（CST）。同時該地設有夏令時間，為UTC-6調快一小時，即UTC-5（CDT）。